# 六畳の生涯
『六畳の生涯』（ろくじょうのしょうがい）は、松本清張の小説。「黒の図説」第5話として『週刊朝日』に連載され（1970年4月3日号 - 7月10日号）、1971年9月に中編集『生けるパスカル』収録の一作として、光文社（カッパ・ノベルス）から刊行された。
1987年にテレビドラマ化されている。

## あらすじ
来年80歳になる志井田博作は、かつて長野県内の開業医であったが、今は東京の息子夫婦のもとに同居している。が、やはり医者となった息子の正夫は仕事が忙しく、嫁の望子とは話が合わずで、最近は裏側の六畳間に引っ込んでいた。看護婦の久富千鶴子も気取った体裁屋で、博作とは気が合わなかった。家政婦の吉倉トミが来るようになると、望子は博作の世話を彼女に委ねた。34歳のトミはこまめでよく気のつく女であった。一人で寝起きしている博作は、トミのやくざな亭主の話を聞いているうちに、彼女を口説き始める。
トミは以前の手伝い先の家から求められ、一週間志井田家から離れることになった。博作はトミを求めて家を抜け出し、彼女の行き先、さらに実家を探索し始めた。トミの虜になった博作は、彼女を獲得した上での新生活を夢見るようになる。志井田医院でのひそかな企みが始まっていた…。

## エピソード
- 文芸評論家の進藤純孝は、本作を「読み方で妙味の限りなく出てくる作品」と評している[1]。

## テレビドラマ
「松本清張サスペンス・六畳の生涯」。1987年11月26日、読売テレビ制作・日本テレビ系列の「木曜ゴールデンドラマ」枠（21:02 - 22:51）にて放映。第25回ギャラクシー賞奨励賞受賞作品。視聴率25.4%（ビデオリサーチ調べ、関東地区）。
キャスト
- 志井田博作：植木等
- 志井田望子：ちあきなおみ
- 吉倉トミ：宮下順子
- 久富千鶴子：中島ゆたか
- 志井田正夫：清水章吾
- 加藤嘉
- 工藤堅太郎
- 刑事：大塚周夫

スタッフ
- 脚本：大野靖子
- 監督：富本壮吉
- 音楽：鏑木創
- 制作：よみうりテレビ、セディック、霧企画